# Трилатерация
Трилатерацията е метод за определяне на позицията на обекти използвайки геометрията на окръжностите. Този метод използва известната позиция на две или повече референтни точки и разстоянието от обекта до всяка една от тях. При използване на метода на трилатерацията, за точното определяне на позицията на точка в равнината са необходими най-малко три референтни точки. Трилатерацията е метод подобен на триангулацията, която използва измерване на ъглите и една известна дистанция за определяне на позицията.